# Вологаз VI (Партия)
Вологез VI е владетел от династията на Арсакидите, управлявал Партия в периода около 208 – 221/2 или 226 г.

## Управление
Вологез VI наследява трона след неговия баща Вологез V. Около 213/4 г. властта на Вологез VI е оспорена от брат му Артабан IV. Междуособната война между тях продължава няколко години. Вологаз VI губи източните области на Партската държава, но запазва властта си в Месопотамия. Около 216 г. той все още контролира столицата Ктезифон и Селевкия на Тигър, въпреки че по това време по-голямата част от държавата е под управлението на Артабан IV.
Вологез VI вероятно управлява докъм 221/222 г., или най-късно до 226/228 г., когато е свален от Ардашир I, новият цар на Персия от династията на Сасанидите.